# Anna Chmelková
Anna Chmelková, nata Blanáriková (Špačince, 26 luglio 1944), è un'ex velocista cecoslovacca.

## Palmarès

### Europei
- 1 medaglia:
  - 1 oro (Budapest 1966 nei 400 metri piani)